# Козлов, Алексей Евгеньевич
Алексей Евгеньевич Козлов (род. 23 января 1999, Сергиев Посад, Московская область) — российский футболист, вратарь.

## Биография
Воспитанник московского «Спартака». Зимой 2017 года юный вратарь переехал в Латвию, где он попал в «Юрмалу». Но за основной состав клуба не играл. Следующий сезон провел в первой литовской лиге за «Утенис». В 2018/19 годах Козлов был в заявке клуба второго дивизиона «Иртыш» (Омск), за который он сыграл в одном матче.
Летом 2019 года голкипер заключил контракт с белорусской командой Высшей лиги «Торпедо-БелАЗ». Дебют в элите у Козлова состоялся почти через год. 29 мая 2020 он защищал ворота в победном поединке против «Смолевичей» (2:1).
9 февраля 2022 года россиянин перешёл в столичный белорусский клуб «Минск». В июле 2022 года покинул клуб.
В июле 2022 года перешёл в казахстанский клуб «Каспий». В марте 2023 года перешёл в белорусский «Нафтан».
В январе 2024 года футболист на правах свободного агента стал игроком мозырской «Славии».

## Семья
Брат Евгений Козлов (род. 1995) также является футболистом. Он выступает на позиции нападающего.